# Guatel
La Empresa Guatemalteca de Telecomunicaciones (conocida como Guatel) es una operadora telefónica estatal de Guatemala que administró la telefonía y comunicaciones como monopolio estatal hasta finales de los 80's cuando surge la telefonía celular en el país. La empresa actualmente sigue existiendo como proveedor estatal.
Entre los años 1974 y 1998 fue la única compañía de telefonía de Guatemala, hasta que se liberaron los servicios telefónicos en 1997 y ésta cedió sus derechos a Telgua, como empresa de capital estatal, para la administración del 80 % de la red telefónica del país hasta que fue vendida en 1998. La decadencia de Guatel llegó con la entrada de nuevas compañías como Telefónica y Comcel/Tigo.

## Historia
Fue creada mediante decreto legislativo en 1971 como una entidad gubernamental que tenía el monopolio de la prestación de los servicios de telecomunicación local, Nacional e Internacional.
Esta empresa se volvió un gigante en Guatemala al tener el apoyo del gobierno y tener el monopolio de telecomunicaciones al existir como único proveedor telefónico. En los años 90 se estudiaba la posibilidad de liberar las telecomunicaciones, que incluía la privatización de Guatel, y se presentaron muchas iniciativas en el Congreso de la República que no prosperaron, además de los problemas burocráticos.
Hubo 2 compañías, Telepuerto, S.A. y Empritel, ganaron concesiones en 1990 para proveer el servicio IBS (Intelsat Business Service por sus siglas en inglés) para la ciudad capital y el resto del país. También ofrecían servicio punto a punto para empresas comerciales privadas, agrícolas, industriales y de turismo.

### Servicios prestados antes de 1998
En general durante los años de Guatel como monopolio la red era muy limitada, en 1994 tenía, en todo el país, 231,000 líneas de servicio que equivalía a 2.3 líneas por cien habitantes, que se concentraba en áreas urbanas y que únicamente podían acceder personas de negocios y gente acomodada. Cerca del 75% de los usuarios eran de zonas residenciales, el resto eran del área industrial, comercial y gubernamental. Crecía alrededor del 2% anual en la digitalización de líneas, alcanzando estas el 43% en 1993. Los servicios en teléfonos públicos se incrementó de 1.096 en 1989 a 2.371 en 1993, equivalente al 115% de crecimiento, el problema era que el 73% se encontraba en la capital.
La empresa en 1988 estableció un plan para extender el servicio telefónico, correspondiente a 5 teléfonos: dos comunitarios y tres para uso privado,  a cien poblaciones por año. Consiguieron 172 poblaciones en 1988, para 1991 otras 100 poblaciones y  en 1992 166 poblaciones; haciendo un total de 436 nuevas poblaciones en 4 años. En 1992 había 119 centrales telefónicas en el país, aumentó a 126 en 1993. En 1994 aún existían únicamente 23 líneas telefónicas por cada mil habitantes, concentrándose el 85% de las mismas en la ciudad capital. El promedio latinoamericano de líneas por mil habitantes superaba las 50. En 1996 había 338.035 líneas fijas, siendo estas 18% más respecto a 1995, en 1997 se llegó a 429.712 cuando se inició con el proceso de privatización de la empresa. En 1998 al ser vendida parte de la empresa creció 27% con un total de 517,000 líneas instaladas, aumentando a 610.701 líneas fijas en 1999.
Anteriormente, en el año 2000, Guatel contaba con más de 450 empleados de distintas áreas; hoy, por el bajo presupuesto y la falta de ayuda del gobierno central, opera con solamente el 10 % de sus trabajadores, la mayoría contratados bajo el renglón (029) Contrato Administrativo, y de los cuales solamente los Directores y el Gerente gozan de prestaciones y gastos de representación bajo el Renglón (011) Presupuestados.

## Actualidad
Guatel ha estado operando únicamente con ingresos propios, sin ayuda estatal, dándole servicio a algunas entidades gubernamentales y en las áreas rurales como: El Chol, Baja Verapaz, Cuilapa, Santa Rosa, el litoral del Pacífico, costas de Chiquimulilla, Quetzaltenango, San Vicente Buena Baj, Totonicapan, Puerto Fronterizo, Tecún Umán, Chiquimula, Brisas del Valle, Villa Canales, Ciudad Quetzal, San Juan Sacatepéquez, Colonia el Amparo, Sakerty, Niño Dormido, Oten Prado en la Capital. En el año 2021 aseguró que tenía capacidad de proveer de internet a instituciones públicas, principalmente a escuelas.